# Barrio Brasil
El Barrio Brasil está ubicado en el sector poniente de la comuna de Santiago, en la ciudad homónima. Chile.

## Historia
Originalmente conforma parte del loteo que da origen al barrio Yungay, fundado en 1839. Junto a los barrios Dieciocho y República, fue un característico sector de la clase alta chilena desde mediados del siglo XIX. Por esta razón, se halla una mixtura de construcciones de estilo neogótico,  neoclásico y tradicional chileno.
Hasta el inicio del siglo XX, el sitio donde actualmente está la Plaza Brasil era ocupado por la Embajada de dicho país, posteriormente lo adquirió la familia Guerra Larraín. Finalmente el Estado adquiere dichos terrenos para generar la actual plaza que se inaugura en 1902 y se bautiza en honor a la amistad con ese país. Esta área verde permitió que el sector iniciara una caracterización propia dentro del sector de Yungay. En 1932 se finaliza la construcción de la Basílica del Salvador, la cual marcó el ápice del barrio en el Santiago de la primera mitad del siglo XX.
La arquitectura del barrio, con sus estilos neogótico y neoclásico evidencian el pasado glamoroso y acomodado de la sociedad chilena del siglo XIX.
A partir de 1940, los nuevos loteos en la comuna de Providencia y el traslado de la Escuela Militar del Libertador Bernardo O'Higgins a un predio del fundo (heredad o finca rústica) San Luis, hacen que la aristocracia de la ciudad se traslade a la zona oriente de la ciudad. De esta manera el sector inicia una lenta decadencia demarcada por la incapacidad de los nuevos dueños de las propiedades del sector de dar adecuada mantención a las grandes construcciones del barrio.
Debido al abandono y progresivo deterioro de la mayoría de las grandes casonas del barrio, añadido a la degradación urbana general del sector occidente de la comuna, el Barrio Brasil experimentó la pérdida de parte de su patrimonio arquitectónico. Después del terremoto del 3 de marzo de 1985, la Basílica del Salvador fue severamente dañada, lo que llevó a su clausura. Así también otras casas fueron destruidas.

## Actualidad
El barrio ha asumido una identidad con la creación de espacios de cultura y arte, de recreación y esparcimiento, además de ser sitio de nuevas construcciones que pretenden atraer familias jóvenes de clase media, al centro de la ciudad. Parte del patrimonio arquitectónico del barrio ha sido renovado.
Numerosos restoranes y cafés han generado un polo de vida bohemia en el sector de Catedral, Cummings, Agustinas y Brasil. La apertura de una estación del Metro en el barrio (Estación Cumming, de la línea 5), ha significado un nuevo polo de atracción para potenciales residentes y visitantes.
Actualmente las calles acogen universidades, centros culturales y restaurantes. Se conoce como un rincón en pleno centro de la ciudad en dónde los artistas son libres de realizar sus actividades recreativas.
De este barrio nace otra área más pequeña llamada Concha y Toro el cual tiene locales comerciales. Sin embargo, hacia el interior se mantienen edificios habitacionales.

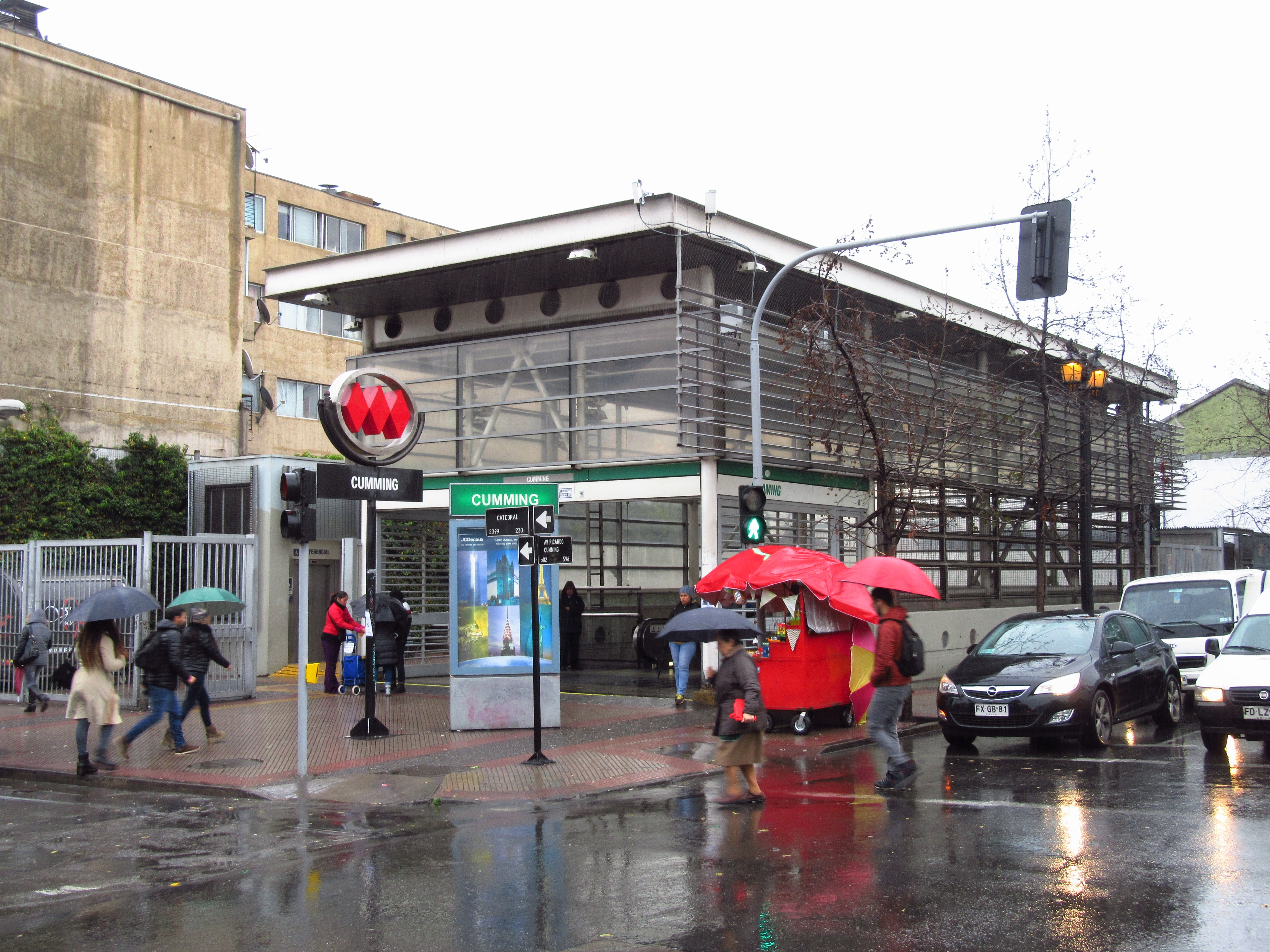
Exterior de la estación Estación Cumming, de la línea 5.

## Reconocimientos
El 24 de noviembre de 1977 la Basílica del Salvador fue declarada monumento nacional bajo el decreto n.º 933. En 2009 junto al barrio Yungay, se declaró Zona típica, lo que permitió proteger muchos de los edificios.

### Declaración Zona Protegida
El Barrio Brasil junto con el Barrio Yungay, Concha y Toro y Parque Portales, fueron declarados zonas típicas a través de un mismo decreto número 13. La zona protegida alcanza las 113,53 hectáreas. Esto fue logrado gracias al grupo ciudadano “Vecinos por la defensa del Barrio Yungay”, quienes trabajaron desde el año 2007 para la protección patrimonial.
Esta defensa presentó un “Estudio del Patrimonio Arquitectónico de Santiago Poniente” donde había apoyo de  2.577 firmas de propietarios, arrendatarios y 72 instituciones.

## Arquitectura

### Casa Díaz Salas (1922)
Arquitecto: Fernando Valdivieso y Fernando de la Cruz
Uso actual: Casa central de la Universidad Alberto Hurtado
Elegante estilo neoclásico francés, exuberante década del 20. Incorpora salones enmaderados, grandes chimeneas y una asombrosa escalera principal cubierta de placas de mármol. Originalmente perteneció al abogado Javier Díaz Lira y su mujer Ventura Salas Edwards.

### Casa Cifuentes Grez (1923)
Ubicado en Almirante Barroso 38.
Gracias a las nuevas urbanizaciones de la calle Erasmo Escala, Manuel Cifuentes y su esposa Celia Grez apostaron por una refinada estética en dónde la luminosidad era la principal característica de su casa.
Actualmente es propiedad de la Universidad Alberto Hurtado y está en remodelación.

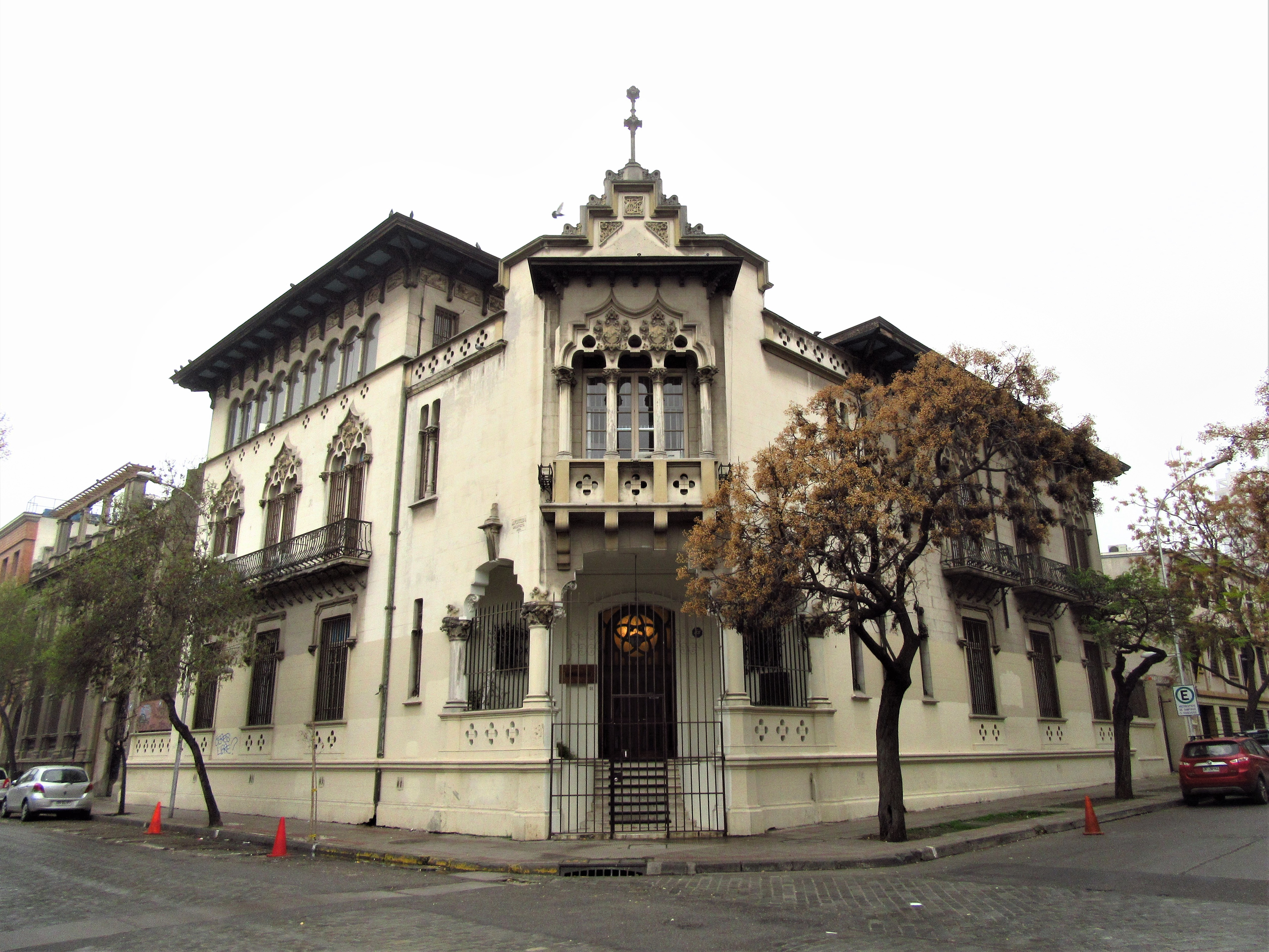
El Palacio Letelier, de 1919

### Casa Letelier Llona (1919)
Ubicada en Cienfuegos 51.
Miguel Letelier y Luisa Llona tenían su residencia con un estilo gótico. Grandes balconajes, una torre, pináculos y diversos detalles ornamentales. El hall abarcaba principalmente un escritorio, la sala de té y el comedor, mientras que la sala de música organizaba veladas y en el patio cocheras y piscina techada.
Durante los años 60 pasó a nuevos propietarios. Actualmente es la Vicaría para la Educación.

### Casa Edwards Izquierdo (1926)
Ubicación actual Cienfuegos 41.
El arquitecto Ismael Edwards creó un estilo neogótico junto con la simbología alquimia, el Art Decó y otros estilos del modernismo francés.
Actualmente es la Facultad de Derecho de la Universidad Alberto Hurtado.

### Casa Santa Cruz Fernández (1920)
Fue construido por Santiago Cruz Cánepa y Teresa Fernández Walker, el estilo fue inspirado en Luis XVI. Fue premiada en el concurso de fachadas organizado por la Sociedad Central de Arquitectos en 1920.
En el hall se distribuyen el escritorio y salones, decorados junto con muebles de la época de los señores Cruz Fernández.
Actualmente tiene uso residencial.